# Иерусалимский скоростной трамвай

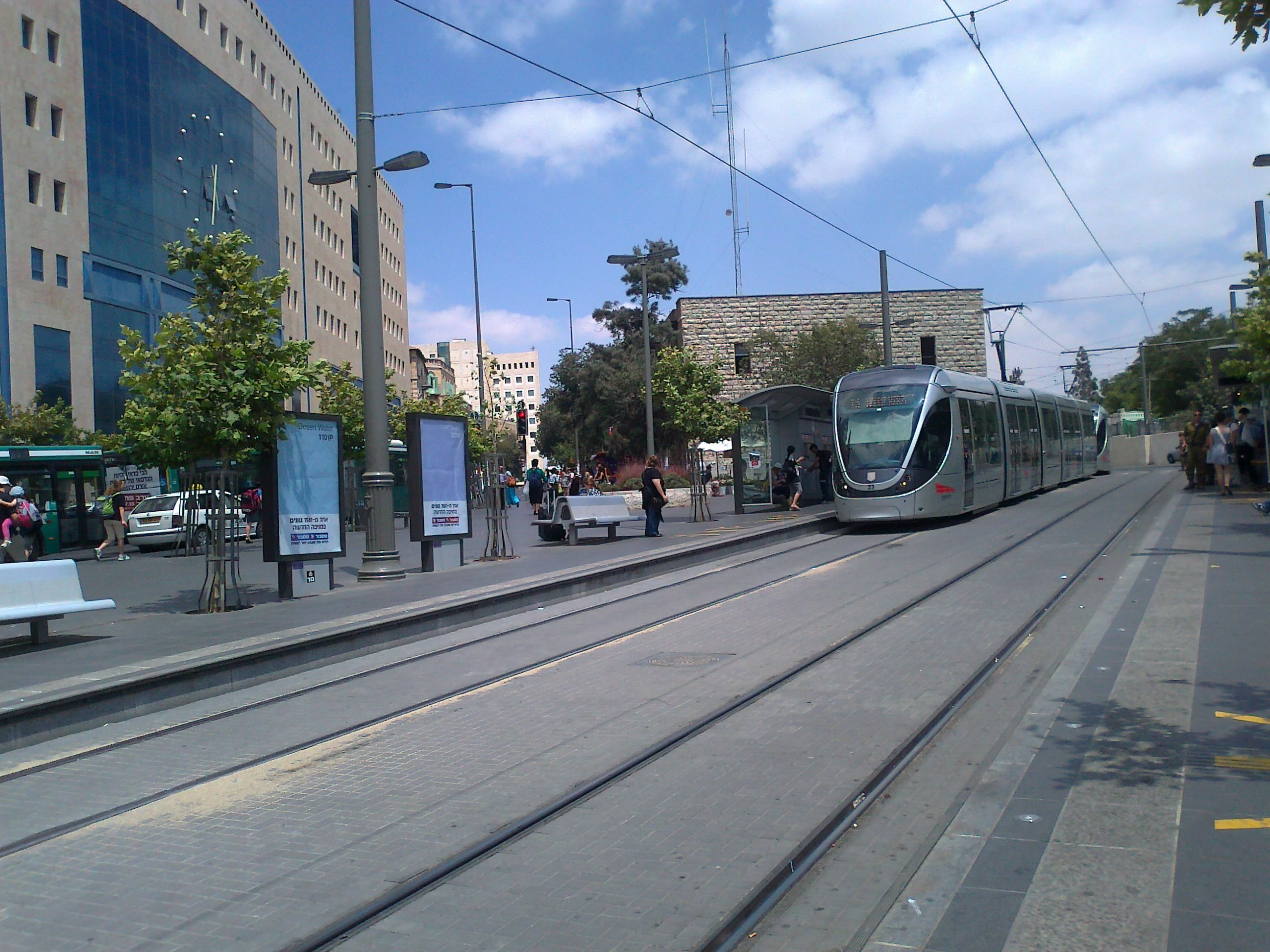

Иерусали́мский скоростно́й трамва́й — скоростная система легкорельсового транспорта в Иерусалиме.

## История

### Предыстория

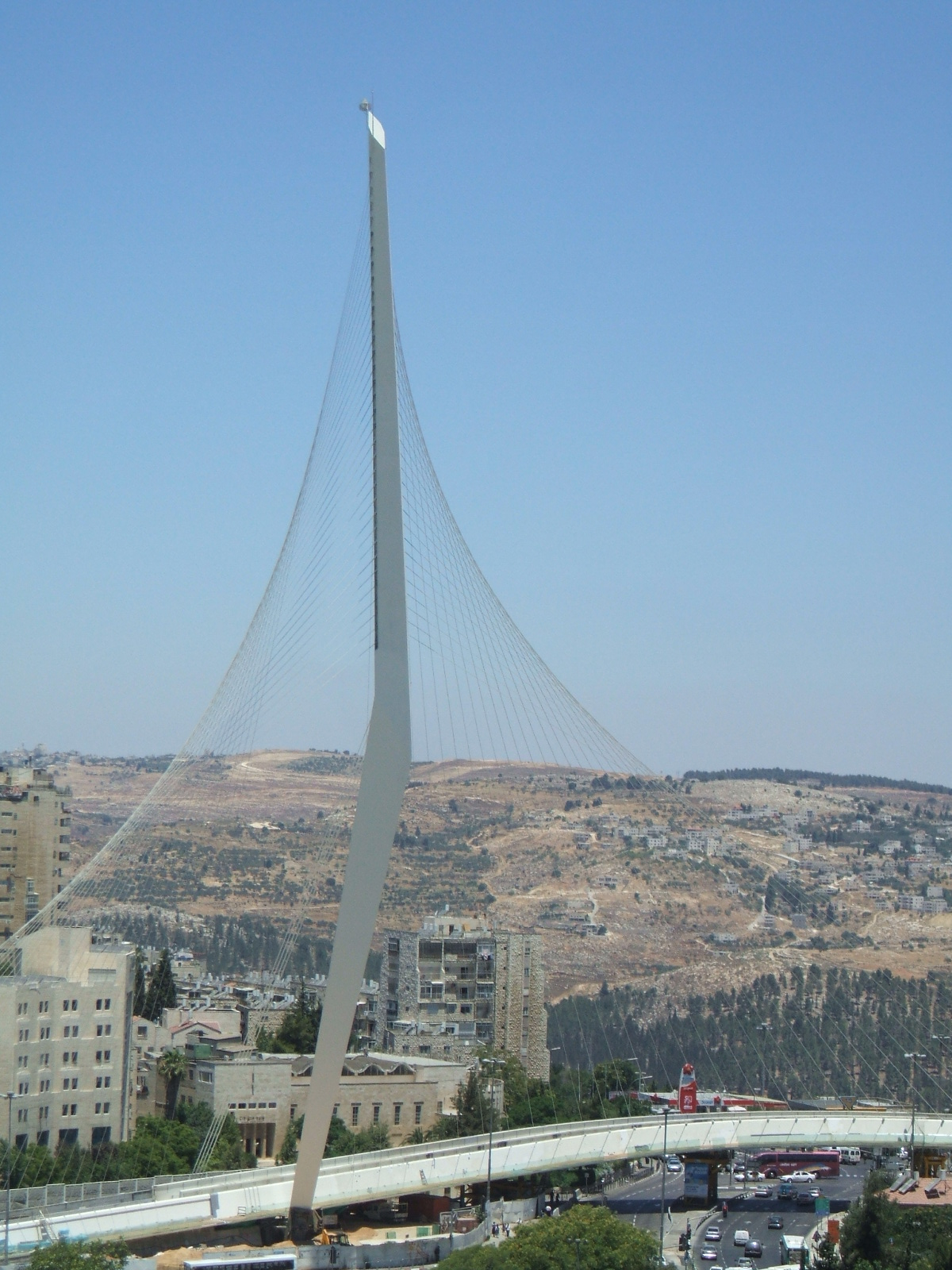

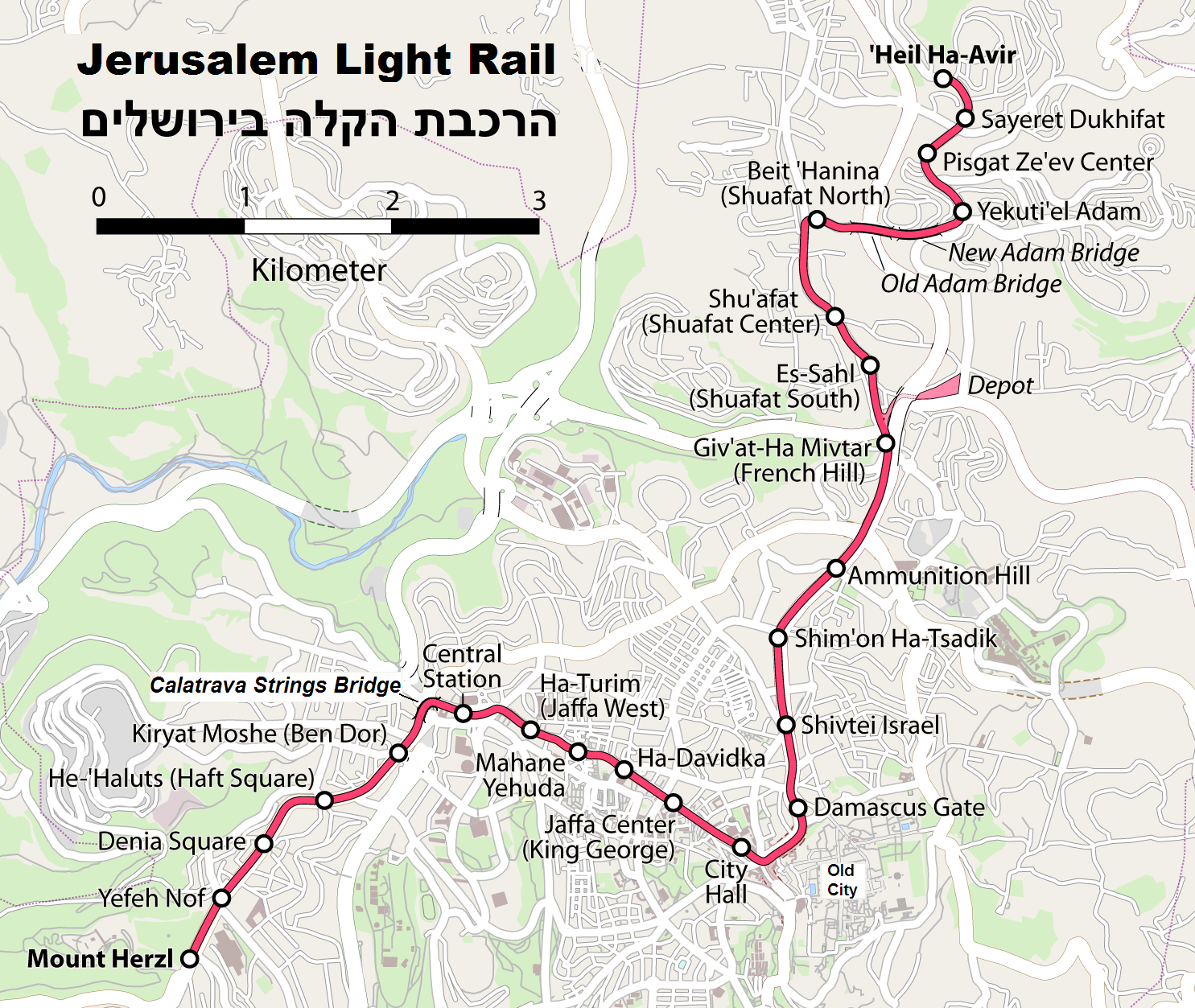

В 1995 году Министерство транспорта Израиля и городские власти Иерусалима разработали мастер-план по улучшению транспортной ситуации Иерусалима. К тому времени единственным видом общественного транспорта в городе с более чем полумиллионным населением были автобусы.
Целью плана было улучшение транспортной ситуации в городе. Также целью ставилось стимулирование населения к использованию общественного транспорта вместо частных автомобилей.
Перед составителями плана стояли следующие альтернативы:
- расширение дорожной сети
- строительство полноценного метрополитена
- строительство монорельса
- обновление автобусного парка, внедрение современных автобусов
- строительство трамвая

В итоге по предложенным альтернативам были приняты следующие заключения:
- строительство новых дорог стимулирует использование автомобилей, и, следовательно, только ухудшает транспортную ситуацию
- метрополитен слишком до́рог, и его использование оправдано только в городах с населением больше полутора миллионов жителей
- монорельс до́рог, имеет ограниченную провозную способность, визуально загрязняет город
- обновление автобусного парка улучшает транспортную ситуацию, но всё равно не может полностью решить транспортные проблемы
- трамвай соответствует всем критериям плана

В итоге было решено, что основным видом транспорта в городе должен стать трамвай. План также предусматривал улучшение автобусного транспорта, который должен выполнять роль подвозящего.
План предусматривает строительство обособленных полос как для трамвая, так и для автобуса, а также оборудование перехватывающих парковок.

### Строительство

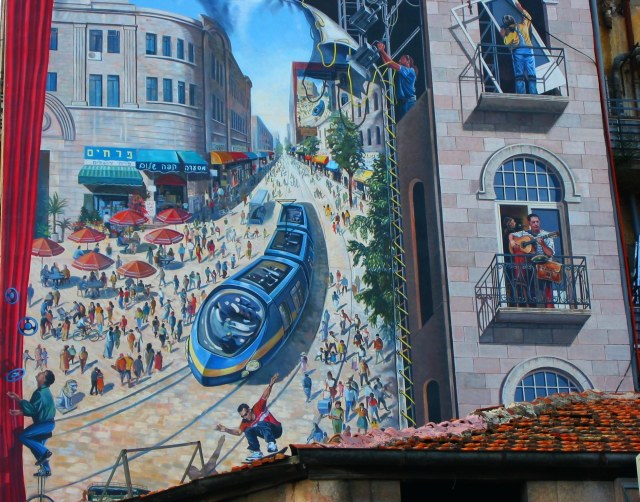
Граффити на стене жилого дома с изображением будущего трамвая

Решение о начале работ по прокладке трамвайных путей было принято министерством транспорта в октябре 1997 года. Конкурс был выигран группой «Citipass», которая вложит в проект строительства трамвайной линии 2,5 миллиарда шекелей, ещё 1,5 миллиарда шекелей инвестируют государство и иерусалимский муниципалитет. Окончание строительства первой линии было намечено на конец 2008 года. Таким образом, первый трамвай должен был быть пущен через 10 лет после начала строительных работ.
Сумма затрат на проект составила 5 миллиардов шекелей.

### Струнный мост
В ночь на 12 апреля 2007 года у главного въезда в Иерусалим со стороны Тель-Авива (шоссе № 1) началось возведение подвесного моста длиной 360 метров и высотой 6 метров. Он соединил улицы Яффо и Сдерот Герцль. Компания «Мория», осуществляющая строительство моста, распространила в пресс-релизе заявление, что из имеющихся в мире метромостов иерусалимский мост будет самым крупным. Конструкция моста струнная. На его главной опоре укреплены 66 стальных струн диаметром 5 см, каждая из которых будет натянута между опорой и своим сегментом моста. Высота главного опорного столба — 119 метров. По мосту будут проложены рельсы легкого метро, и пешеходный переход через трассу № 1. Автор проекта — Сантьяго Калатрава. Данная конструкция стала первым подвесным мостом в Иерусалиме. Полная стоимость проекта — 220 миллионов шекелей.

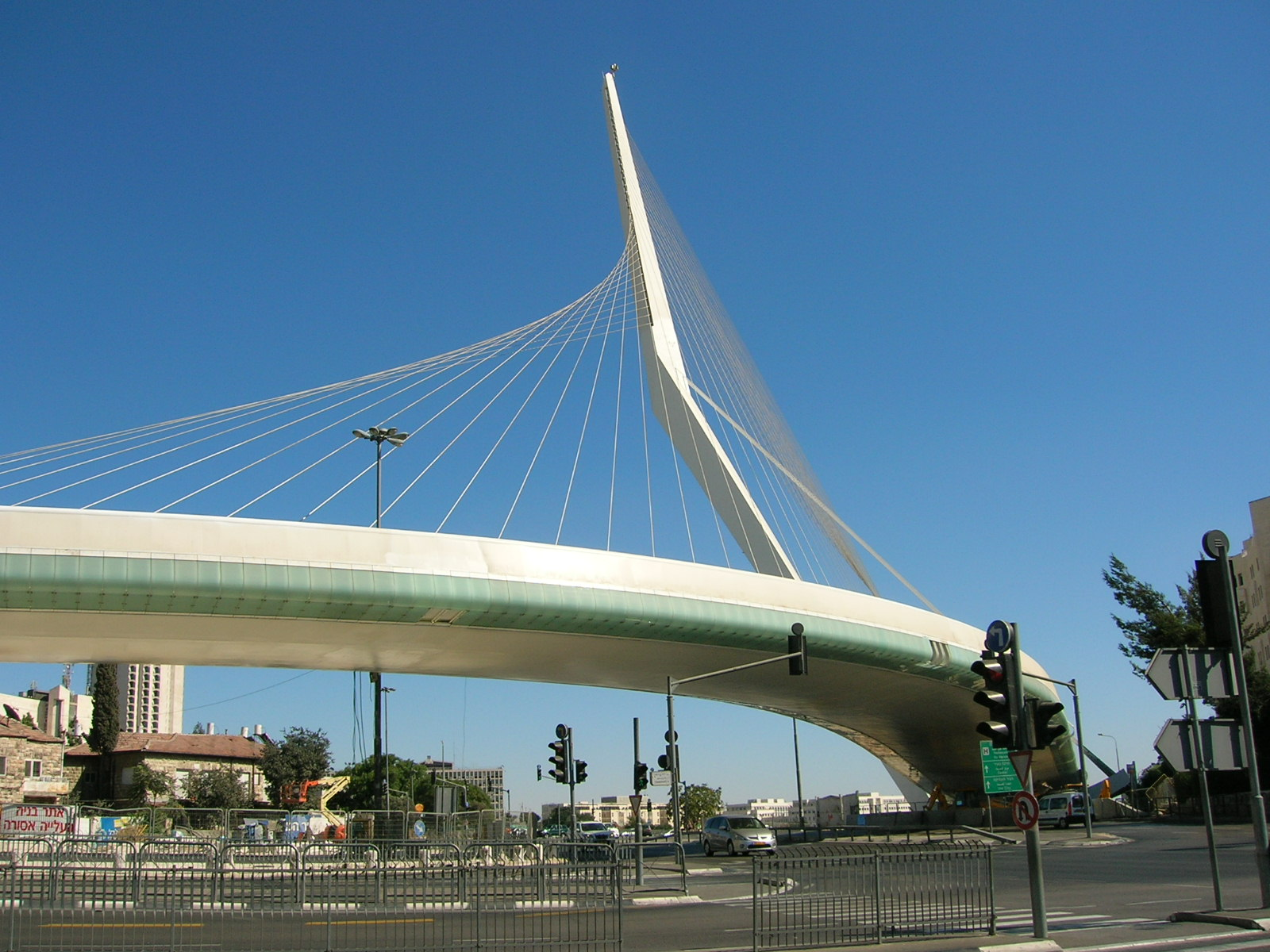
Струнный мост в 2008 году.
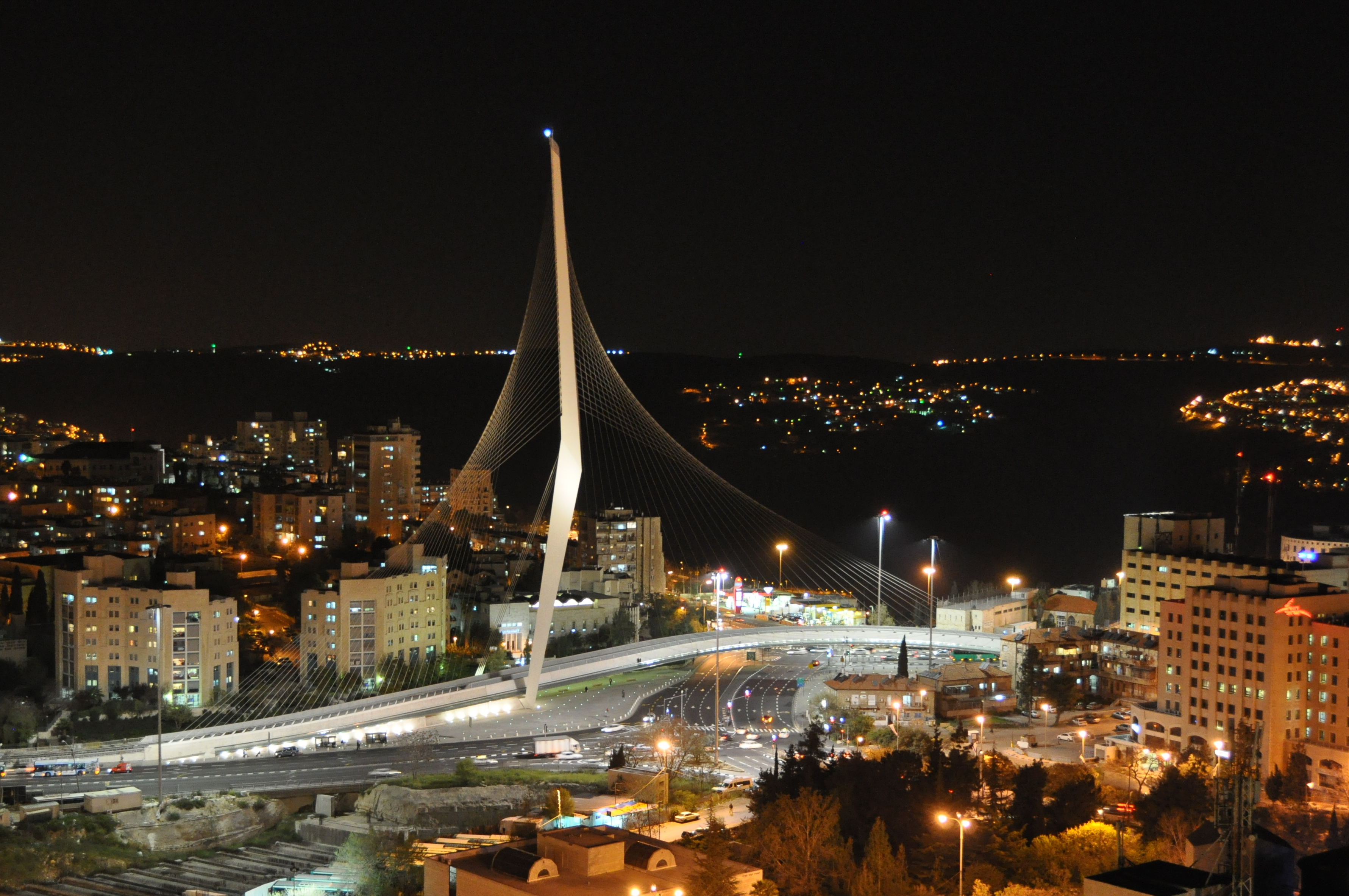
Струнный мост ночью, 2010 год.
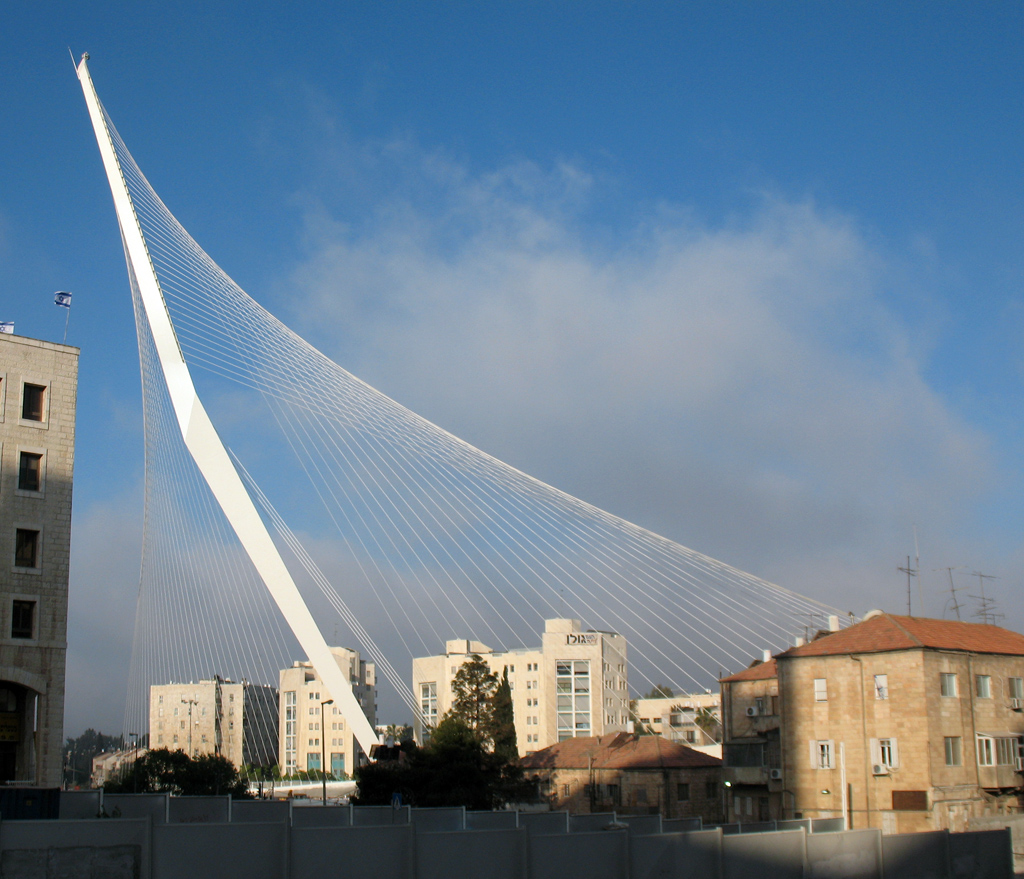
Вид на мост, 7 мая 2008 года.

## Планы развития
Продолжение первой (красной) линии планируется в обоих направлениях: до района Неве-Яаков на севере и до Кирьят-Менахема на юге. Планируется дальнейшее расширение до кампуса Эйн-Керем медицинского центра Хадасса. Это расширение будет включать подземный участок без остановок западнее Ора.

### Красная линия
Первоначальные расширения красной линии планировались до района Неве-Яаков на северо-востоке Иерусалима и района Эйн-Карем (недалеко от больницы Хадасса) на юго-западе. Бывший мэр Ури Луполянски заявил, что они будут достроены одновременно с остальной частью линии. В 2008 году французская компания Egis Rail выиграла контракт на сумму 11,9 млн евро на выполнение некоторых проектных работ. Однако в марте 2009 года CityPass отказалась от реализации проекта. В мае 2010 года муниципалитет Иерусалима объявил, что линия будет достраиваться государственными властями, а не частной компанией. Расширение до больницы Хадасса от горы Герцль является особенно сложной задачей и будет включать сложный путь со сложными мостовыми работами. По состоянию на лето 2012 года, хотя работы по продлению линии ещё не начались, конечная станция линии рядом с новым стационарным зданием Хадасса, тем не менее, строится одновременно с ним — чтобы не нарушать работу больницы позже, после постройки нового здания. Также запланировано ответвление красной линии — «кампусная линия» к кампусам на горе Скопус и Гиват Рам Еврейского университета.
По состоянию на январь 2021 года ведутся работы по продлению линии: к 23 существующим будут добавлены 13 новых станций, маршрут будет продлен на 21,5 км. Предположительное увеличение пассажиропотока составит около 90 000 пассажиров ежедневно. Разногласия между Министерством финансов и компанией CityPass, приведшие к решению расторгнуть контракт с CityPass и опубликовать новый тендер на эксплуатацию сети легкорельсового транспорта в Иерусалиме, задержали реализацию проекта, так что линия, вероятно, откроется с задержкой относительно первоначальных планов — в июне 2023 года.

### Синяя линия
Синяя линия между районами Рамот и Гило в настоящее время обслуживается автобусами, движущимися по выделенной полосе, такое решение было выбрано в 2004 году из соображений экономии. После успеха красной линии скоростного трамвая в Иерусалиме было решено модернизировать и синюю линию до скоростного трамвая. Это связано с тем, что легкорельсовый транспорт способен перевозить большее количество пассажиров, чем высокоскоростной автобус. Линия будет включать в себя подземную часть в центре города с тремя подземными станциями: Mea Shearim, Tzfania и Bar Ilan. Маршрут длиной 23 км будет проходить от района Рамот на северо-западе через центр города до Тальпиота и Гило с ответвлениями на Малха и гору Скопус. Он будет иметь 42 остановки, а пассажиропоток прогнозируется на уровне 250 000 пассажиров в день. Синяя линия, открытие которой запланировано на 2023 год, была одобрена 3 декабря 2017 года районным комитетом по планированию и строительству. По состоянию на январь 2022 года открытие линии ожидается в 2027—2028 годах.

### Зелёная линия
Зелёная линия длиной 19,6 км свяжет два кампуса Еврейского университета и продолжится на юг через Пат до поселения Гило. Она пройдет мимо конечной остановки Binyanei-Hauma скоростной железной дороги A1, затем пересечет существующий трамвайный маршрут красной линии и дойдет до горы Скопус. Будет 36 остановок, а пассажиропоток прогнозируется на уровне 200 000 пассажиров в день. Линия была одобрена городским советом Иерусалима в июне 2016 года. Объявлены и проведены тендеры на строительство и инфраструктуру.

## Описание системы
Трамвайная линия пролегает с Горы Герцля до улицы Хэль Авир в районе Писгат Зеев. Протяжённость первой ветки 13,8 км. Она имеет 23 остановки. Планируется, что составы будут ходить каждые 4 минуты, для чего на протяжении всего маршрута установлено 60 светофоров, кроме того, создан ряд автомобильных стоянок, суммарное количество парковочных мест которых около 1500. Когда ветку полностью завершат, её длина составит 24 километра: от Неве-Яаков на севере до Эйн-Карем на юге.
Маршрут частично проходит через районы, аннексированные Израилем в 1967 году, после победы в Шестидневной войне, что вызывало протесты некоторых правозащитных организаций. С другой стороны, жители Восточного Иерусалима выражают недовольство слаборазвитой транспортной системой.
Депо расположено рядом с перекрёстком Гива Царфатит, к северу от дороги № 1. Депо включает в себя мастерские для технического обслуживания и ремонта трамваев. Здесь же будет расположена диспетчерская.

## Спор с Горненским православным монастырём
В 2013 городские власти ознакомили настоятельницу русского женского Горненского монастыря с планом прокладки новой линии трамвая в непосредственной близости от сестринских келий обители. Согласно плану будет снесена также стена, построенная в 1980-х после убийства двух монахинь гражданином США, признанным впоследствии психически неуравновешенным. Предложенный администрацией монастыря альтернативный маршрут, проходящий дальше от обители, был отвергнут городскими властями как более дорогостоящий. Солидарны с монахинями и местные жители, которые также против прокладки трамвайной линии в этом районе. Тем не менее, строительство по первоначальному проекту началось.

## Оплата проезда

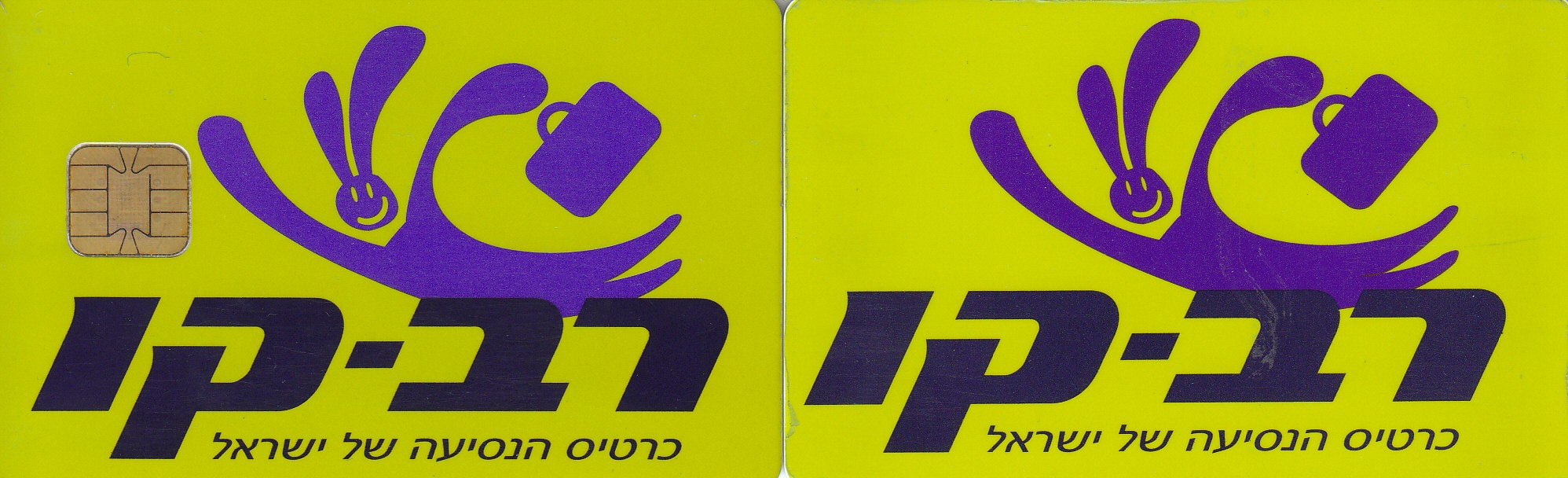
Электронные карточки «рав-кав». С интегральной микросхемой слева и без таковой — справа. Аверс.

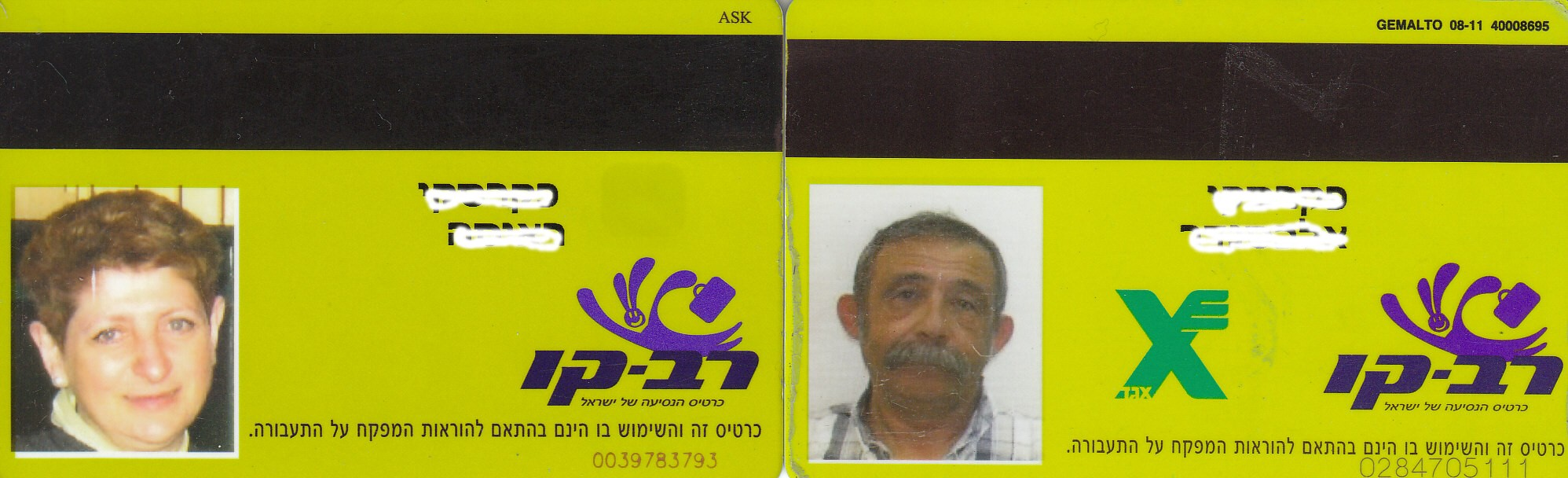
Электронные карточки «рав-кав». Реверс.

Доступны несколько способов оплаты проезда:
- Карточка «рав-кав», пополняемая деньгами — «эрех цавур». Поездка, оплаченная с помощью «рав-кав», даёт право на любое количество пересадок на городской автобус или на другой трамвай в течение 90 минут. Деньги на балансе кошелька карточки можно использовать практически по всей стране как на городском, так и на междугороднем транспорте, как в автобусах и трамваях, так в системах "метронит", "капмелит" и "разбалит", а также на железной дороге. В билетных автоматах на остановках трамвая можно пополнить кошелек и оформить проездные. Пополнить кошелёк можно также в кассах и автоматах на авто- и ЖД-вокзалах, в билетных автоматах автобусных компаний, расположенных на улицах города, а также с помощью мобильного приложения Rav-Kav Online.
- Месячный или дневной проездной билет, записанный на карточку «рав-кав».
- Покупка билета в мобильном приложении — при этом необходимо находиться возле остановки, где начинается поездка, в устройстве должна быть включена геолокация и предварительно внесены данные кредитной карты, с которой в конце расчетного периода будет списываться оплата.

Нет возможности приобретения билета у водителя, нет билетных автоматов в салоне трамвая.
Любой билет, даже месячный проездной, требует валидации. Также требуется валидация карточки при пересадке с автобуса или с другого трамвая.

## Подвижной состав

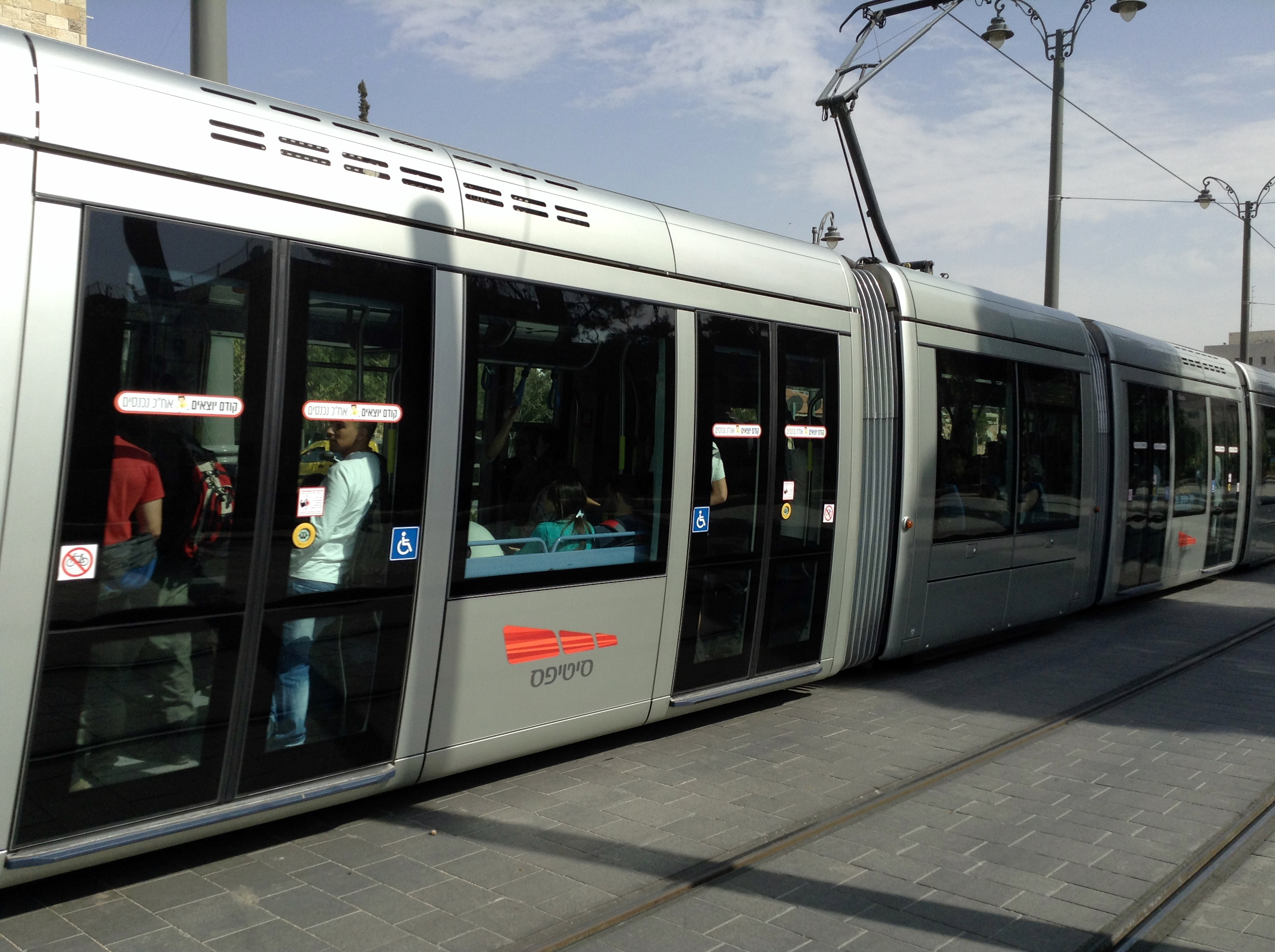
Вагоны Citadis 302 иерусалимского трамвая

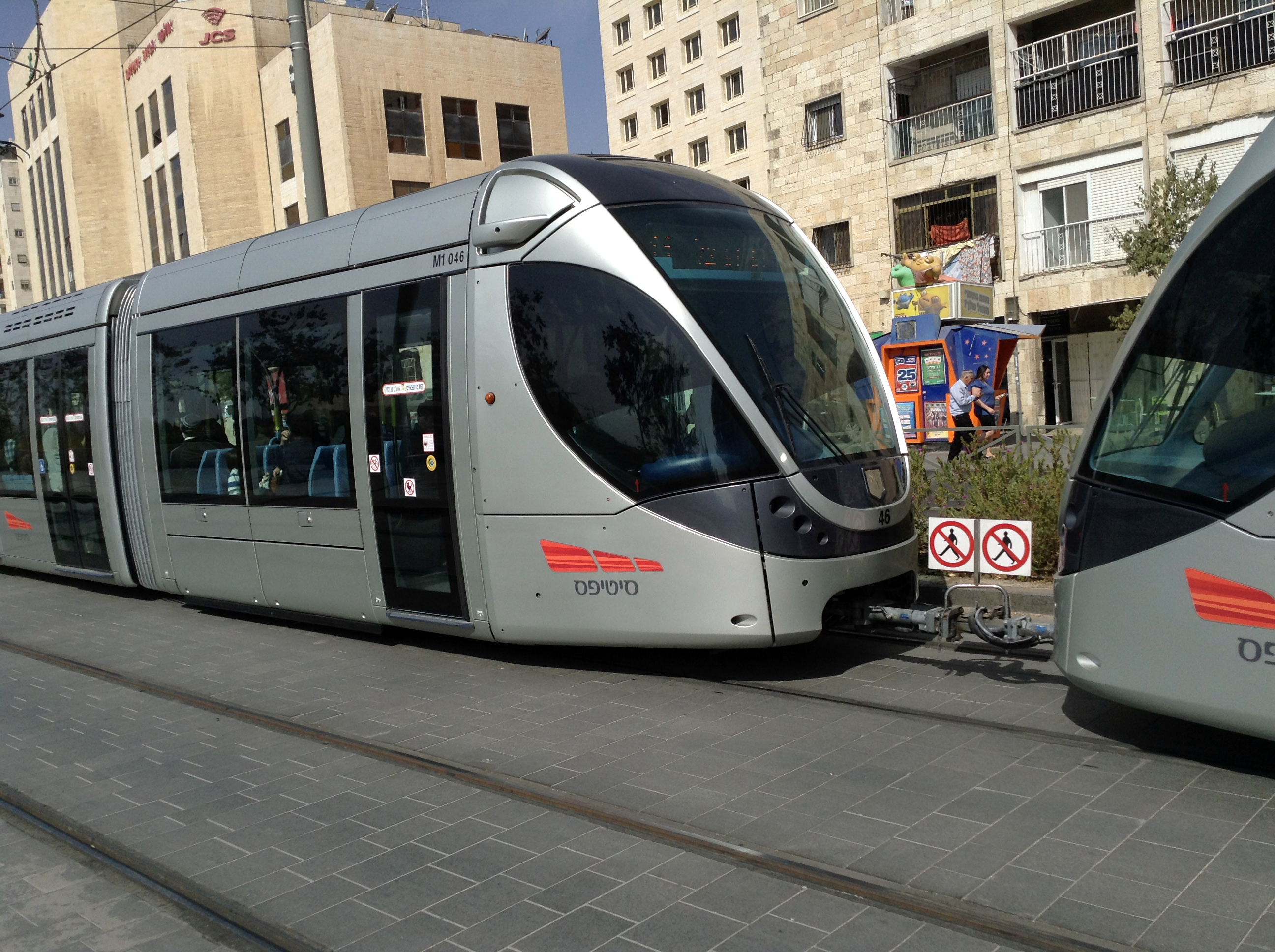
Вагоны Citadis 302 иерусалимского трамвая

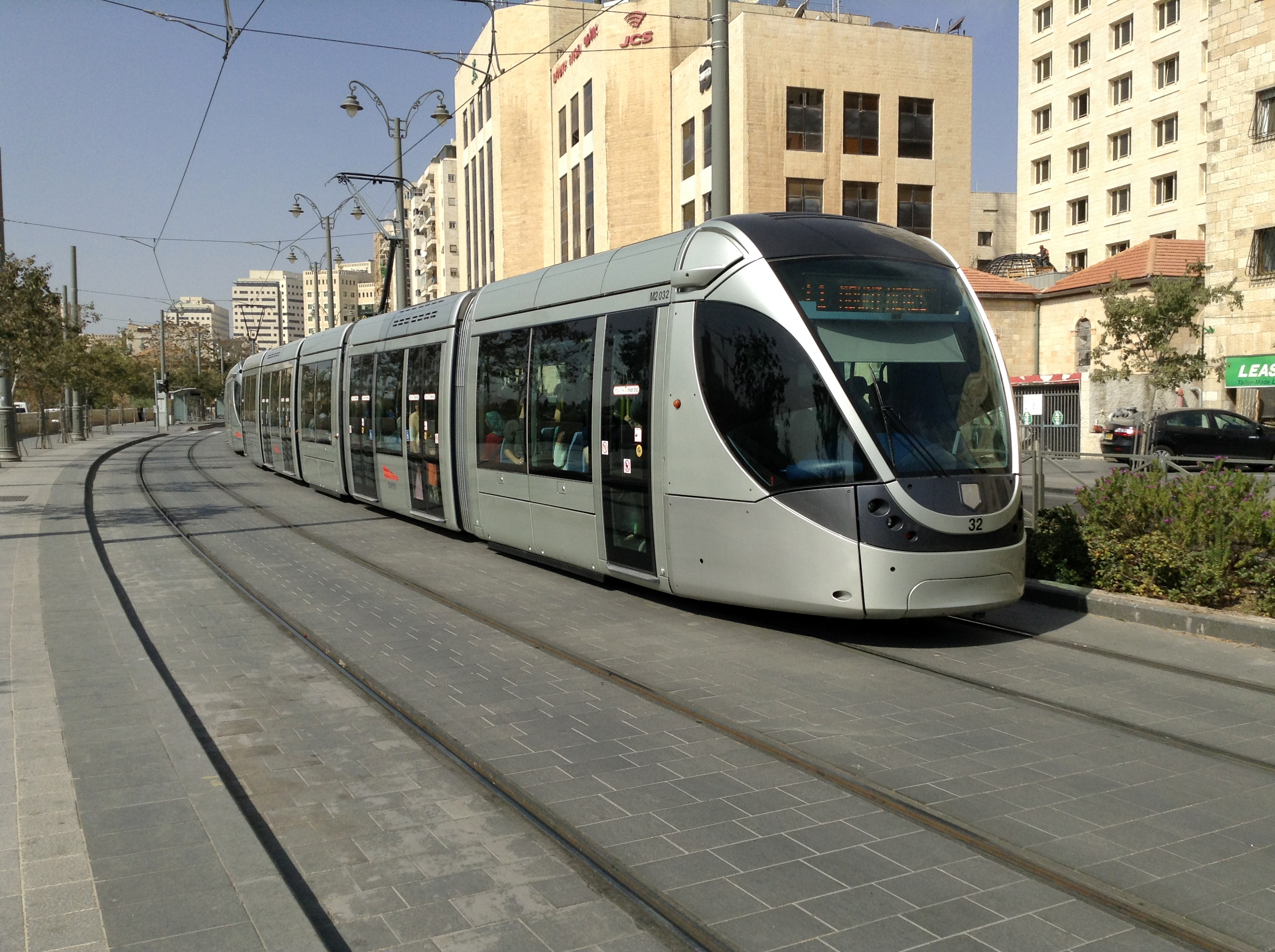
Вагоны Citadis 302 иерусалимского трамвая

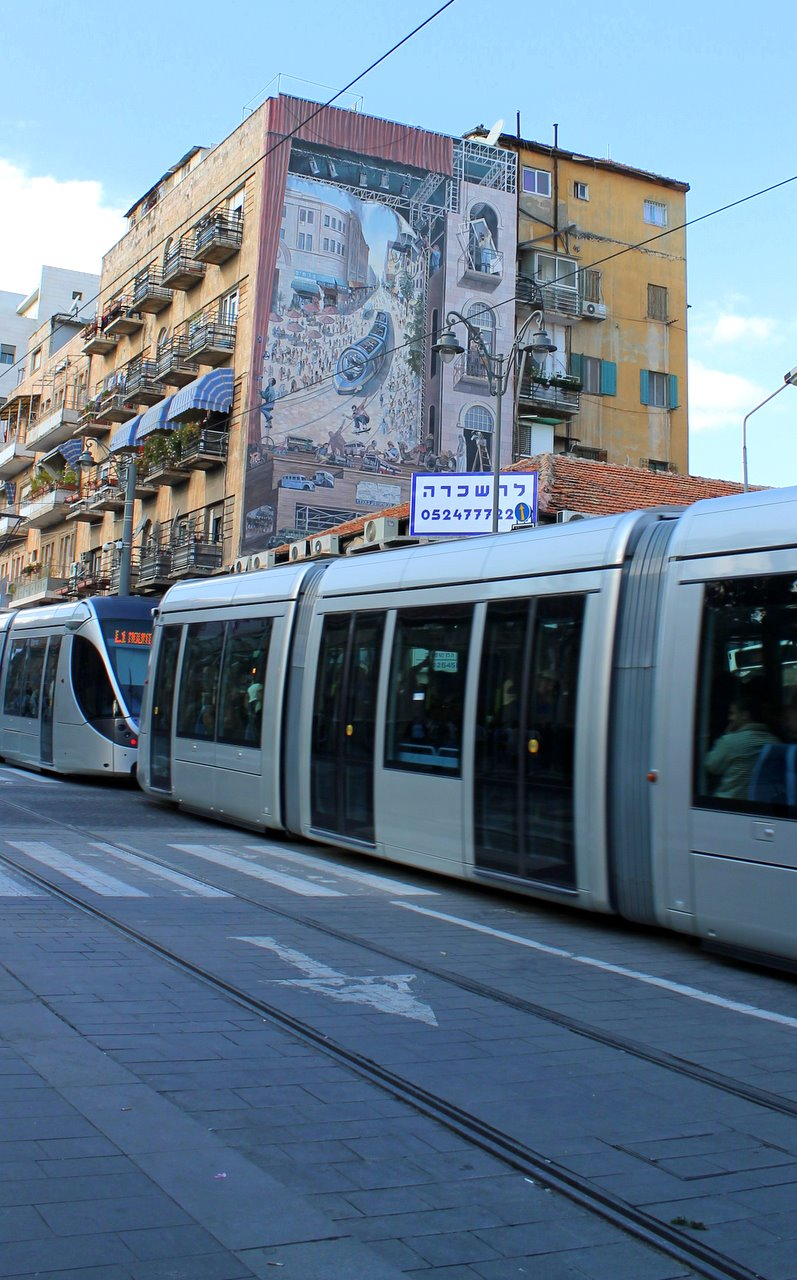
Вагоны Citadis 302 иерусалимского трамвая

В Иерусалиме используются современные низкопольные двусторонние сочленённые трамваи типа Citadis 302 производства французской компании Alstom. Такие трамваи используются во многих городах, например в Париже (см. Парижский трамвай), Бордо (см. Трамвай Бордо) и других. Трамваи, заказанные для Иерусалима, специально оборудованы в соответствии с израильскими требованиями безопасности. Вагоны имеют пуленепробиваемые стёкла, а все части двигателя скрыты в кожухе вагона, чтобы в них нельзя было спрятать взрывные устройства. Заявленная вместимость свыше 500 пассажиров, технически вагоны рассчитаны на нахождение в них 440 человек в составе (по 220 на каждый вагон) со 112 сидячими местами.

## Начало эксплуатации
С 24 февраля 2010 года пустые вагоны курсировали для теста системы. Запуск в коммерческую эксплуатацию планировался на апрель 2011 года, затем был отложен до августа, а потом и до ноября 2011 года. Однако 16 августа 2011 года министерство транспорта Израиля объявило о проведении тестовых поездок иерусалимского трамвая с пассажирами.
В пятницу, 19 августа 2011 года, в 05:30 утра по иерусалимскому времени первый трамвай вышел на линию для обслуживания пассажиров. С 05:30 утра до 00:00 (в пятницу до 15:00) на линии курсировали 14 составов, количество которых будет увеличено в дальнейшем. Трамвай функционировал бесплатно до конца ноября 2011 года..
За первый день было перевезено 40 000 пассажиров.

## Интересные факты
- Первое ДТП с участием иерусалимского трамвая произошло в 8 утра 8 февраля 2011 года. Автомобиль, пытавшийся проехать перекрёсток «Гива Царфатит» на красный свет, врезался в вагон электропоезда, проходившего тестовые испытания на маршруте. Никто не пострадал, однако машина и новый вагон трамвая получили повреждения. В момент столкновения трамвай двигался без пассажиров со скоростью 5 км/ч[24].
- Всего за две недели движения трамвая по улицам Иерусалима произошло три ДТП с участием трамвая. Все три инцидента произошли по вине водителей, не остановившихся на красный свет при пересечении трамвайных путей; в одном из инцидентов легко пострадала пассажирка такси[25].
- Остановки в трамвае объявляются на трёх языках мужскими голосами в следующей последовательности: иврит, арабский, английский.
- Часть названий остановок, объявляемых в трамвае, не соответствует написанным на станциях.[источник не указан 3600 дней]
- Иерусалимский скоростной трамвай является первой в Израиле одной из немногих железных дорог на земле, где есть хоть одна остановка в природном парке, который несколько десятков лет назад был линией фронта.
- В ответ на претензии ООП Французский Апелляционный суд в Версале постановил, что Израиль действовал законно в строительстве линии скоростного трамвая[26].